# Pine Valley (Nueva York)
Pine Valley es un lugar designado por el censo ubicado en el condado de Chemung en el estado estadounidense de Nueva York. En el año 2010 tenía una población de 813 habitantes.

## Geografía
Pine Valley se encuentra ubicado en las coordenadas 42°13′38.2″N 76°50′44.32″O / 42.227278, -76.8456444.